# دهستان میربگ شمالی
میربگ شمالی، دهستانی است از توابع بخش میربگ شهرستان دلفان در استان لرستان ایران.و روستاهای شهن آباد فرهاد آباد و زالی دوراه ویارنظر دهستان کامی کبود را شامل می شود

## جمعیت
براساس سرشماری سال ۱۳۸۵ جمعیت آن ۱۳۰۸۵ نفر (۲۷۶۶ خانوار) بوده‌است.

## روستاها
- محمدشاه آباد/عزیز آباد
- نظراباد
- نوروزاباد
- یارابادمیربیگ
- گرگعلی آباد
- جعفرآباد علیا
- شهرک امام خمینی / شهرک علی‌آباد
- صحبت آباد
- مرادابادمیراخور
- اسدآباد چنار
- جعفرآباد سفلی
- حسن‌آباد بی بابا
- دیماندول
- گوهرگوش
- ورمله/ محمدمراد
- چشمه مورینه
- مرادابادکل کل
- معصوم‌آباد
- سهراب آباد
- کاظم‌آباد
- حاتم آباد
- زالی آباد
- عباس‌آباد کانی کبود
- عبدل ابادکانی کبود
- فتاح آباد
- فتحی ابادچاله چاله
- همت‌آباد
- یارحسین آباد
- چشمه کبود
- کرم آباد
- داربیدزنگیوند
- احمدوند
- سردارآباد
- شهن آباد
- شیخ‌آباد شیخه
- فرهاداباد
- نصرت ابادسفلی
- نصرت ابادعلیا
- زالی آباد یارنظر